# Эль-Хамуль
Эль-Хамуль (араб. الحامول‎) — город на севере Египта, расположенный на территории мухафазы Кафр-эш-Шейх.

## Географическое положение
Город находится в восточной части мухафазы, в северной части дельты Нила, на расстоянии приблизительно 27 километров к северо-востоку от Кафр-эш-Шейха, административного центра провинции. Абсолютная высота — 2 метра над уровнем моря.

## Демография
По данным переписи 2006 года численность населения Эль-Хамуля составляла 51 209 человек.
Динамика численности населения города по годам:
| 1996   | 2006   |
| ------ | ------ |
| 39 378 | 51 209 |